# Jake Madden
Jake Madden, właśc. John William Madden (ur. 11 czerwca 1865 w Dumbarton, zm. 17 kwietnia 1948 w Pradze) – szkocki piłkarz występujący na pozycji napastnika oraz trener.
W barwach Celtiku i Dundee rozegrał łącznie 95 spotkań i zdobył 37 bramek w First Division. Z Celtikiem zdobył trzy mistrzostwa Szkocji (1893, 1894, 1896) oraz Puchar Szkocji (1892).
W reprezentacji Szkocji rozegrał dwa spotkania. Jego debiut miał miejsce 18 marca 1893 w wygranym 8:0 meczu British Home Championship z Walią, w którym strzelił cztery gole. Po raz drugi wystąpił w kadrze 23 marca 1895 w zremisowanym 2:2 pojedynku z tą samą drużyną, zdobywając wówczas kolejną bramkę.
Od 1905 do 1930 był trenerem Slavii Praga, z którą zdobył trzy mistrzostwa Czechosłowacji (1925, 1929, 1930).